# Memorias de un operador de bolsa
Memorias de un operador de bolsa es una historia novelada o «novela en clave» (del francés: roman à clef) de 1923, del autor estadounidense Edwin Lefèvre. Está narrada en primera persona por un personaje inspirado en la vida del operador de bolsa Jesse Livermore.
El editor J. Wiley publicó una reedición de la obra en 2006 y otra vez en 2010, esta segunda vez, anotada y con tapa dura, y salvando la distancia entre el relato ficticio de Edwin Lefèvre y las personas y lugares reales a los que se refiere el libro. También incluye un prólogo del multimillonario Paul Tudor Jones. 
El libro está dividido en tres partes: la primera comienza en 1890, cuando Livermore pudo hacer dinero fácilmente; la segunda trata del período comprendido entre 1910 y 1920, cuando el protagonista era operador de acciones en la Bolsa de Nueva York y donde quebró una y otra vez, y la tercera comienza en 1920, cuando Livermore se dedicó a la manipulación de mercado, cobrando comisiones del 25% del valor de las acciones manipuladas.

## Reconocimientos
En su libro de 2008, The Age of Turbulence, Alan Greenspan calificó la novela como una «fuente de sabiduría inversora» y señaló que citas del libro, como por ejemplo, «los toros y los osos ganan dinero; los cerdos son sacrificados» son ahora proverbios. Un artículo publicado en marzo de 2005 en la revista Fortune lo incluyó entre «los libros más inteligentes que conocemos sobre negocios». En Market Wizards, de Jack D. Schwager, muchos inversores, entre ellos Richard Dennis, citaron el libro como una fuente importante de material sobre el comercio de valores.